# Coeficiente de bloco
O coeficiente de bloco é a relação entre o volume obtido através da multiplicação das dimensões máximas das obras vivas de um navio ( LOA x boca x calado ) - o volume do paralelepípedo que tem suas arestas com valores iguais ao LOA, à boca e ao calado - , e o volume deslocado pelas obras vivas. Representado por Cb.
{\displaystyle Cb=V/L.B.t}
Cb = Coeficiente de bloco;
V = volume da carena;
L = comprimento;
B = boca;
t = calado.

## Navios e seus coeficientes de bloco
O coeficiente de bloco de um navio será sempre menor ou igual a 1, visto que as formas do casco não são, geralmente, um paralelepípedo. O casco pode ser mais ou menos afilado, dando ao navio formas mais hidrodinâmicas. Uma embarcação que pode possuir CB = 1 é uma barcaça com seção mestra retangular para aumentar a quantidade de carga transportada.   
Um navio que possui um Cb alto, terá formas mais cheias, impondo maior resistência ao movimento, já um navio com Cb baixo terá formas mais finas, e menor resistência ao movimento.

### Tipos de Navios
- Navios de Guerra (Fragatas, Cruzadores) e Conteineiros  -  {\displaystyle Cb<0,75}
- Graneleiros, Petroleiros - {\displaystyle Cb>0,75}